# 205 TCN
Năm 205 TCN là một năm trong lịch Julius. 